# W. W. Rouse Ball

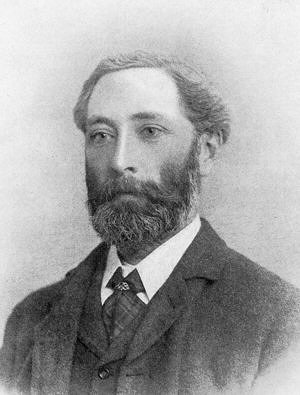
Walter William Rouse Ball

Walter William Rouse Ball (* 14. August 1850 in Hampstead (London); † 4. April 1925 in Elmstead, Cambridge) war ein englischer Mathematiker und Mathematikhistoriker, bekannt für ein Buch über Unterhaltungsmathematik.

## Leben und Wirken
Ball besuchte Schulen in London und studierte Mathematik, Logik und Moralphilosophie am University College London, wo er die Goldmedaille in Mathematik erhielt. Ab 1871 studierte er am Trinity College der Universität Cambridge, wo er in den Mathematical Tripos von 1874 als Wrangler abschnitt (Zweiter hinter dem Senior Wrangler). 1874 erhielt er den Smith-Preis und 1875 wurde er Fellow des Trinity College. Er schlug dann kurz die juristische Laufbahn ein und wurde 1876 Barrister am Inner Temple in London (wobei er gleich einen Führer für angehende Anwälte schrieb), kehrte aber bereits 1877 an die Universität zurück und unterstützte den gesundheitlich angeschlagenen William Kingdon Clifford am University College in London bei den Mathematikvorlesungen. 1878 wurde er Lecturer am Trinity College und 1880 Assistant Tutor. 1891 wurde er Director of Mathematical Studies am Trinity und 1898 Senior Tutor. Er hatte auch Verwaltungsposten in der Universität Cambridge, vertrat diese in verschiedenen Körperschaften und saß im Rat des Trinity College. Außerdem war er im Leitungsrat der Westminster School und der Perse School.
Ball ist heute noch für seine populäre Mathematikgeschichte bekannt, die noch 1960 neu aufgelegt wurde, und vor allem für seine „Mathematical Recreations and Essays“, die zuerst 1892 erschienen. Er schrieb auch ein Buch über die Geschichte der Mathematik in Cambridge und befasste sich speziell mit Isaac Newton.
Zu seinem Andenken wurden 1927 sowohl in Cambridge als auch in Oxford W. W. Rouse Ball-Professuren für Mathematik eingerichtet.
Zu seinen Schülern zählt Ernest William Barnes.

## Schriften
- The student’s guide to the bar. Macmillan and Co., London u. a. 1879.
- A Short Account of the History of Mathematics. Macmillan and Co., London u. a. 1888.
- A history of the study of mathematics at Cambridge. Cambridge University Press, Cambridge 1889, (Digitalisat).
- Mathematical Recreations and Essays of past and present Times. Macmillan and Co., London u. a. 1892, (Digitalisat der Ausgabe von 1917; spätere Auflagen bearbeitet von H. S. M. Coxeter (wobei einige Kapitel wie die über mechanische Spielereien und Themen wie Stringfiguren und Bienenwaben wegfielen), Dover Publications, New York NY 1987, ISBN 0-486-25357-0).
- An Essay on Newton’s “Principia”. Macmillan and Co., London u. a. 1893, (Digitalisat).
- A History of The First Trinity Boat Club. Bowes & Bowes, Cambridge 1908, (online).
- String figures. Heffer & Sons, Cambridge 1921, (Reprint: Chelsea Publishing, New York NY 1960; neu als Fun with string figures. Dover Publications, New York NY 1971, ISBN 0-486-22809-6).